# 장룽치
장룽치(중국어 정체자: 張鎔麒, 병음: Zhāng Róngqí, 한자음: 장용기, 1957년 7월 10일 ~ )는 중화민국의 정치인이다.

## 같이 보기
- 중국국민당